# We are Dreamer
〈We are Dreamer〉(위 어 드리머, ウィー アー ドリーマー 위 아 도리마[*])는 Dream5의 11번째 싱글이다. 2013년 8월 14일에 에이벡스 마케팅(현: 에이벡스 뮤직 크리에이티브)(에이벡스 트랙스 레이블)에서 발매됐다.

## 개요
- 전작 〈Hop! Step! 댄스↑↑〉에서 약 3개월만의 발매이다.
- 처음에는 ‘함께 손을 잡자’(みんなで手をつなごう)라는 타이틀이 발매되고 있었지만, 타이틀 및 표제곡의 변경이 발표됐다[1].
- 수록곡 〈파라리루라♪〉는 애니메이션 《하나캇파》의 닫는 곡.
- 수록곡 〈신님께 야야야〉는 애니메이션 《골판지전기 WARS》의 닫는 곡.

## 수록 내용

### 자켓 A
CD
1. We are Dreamer [4:18]
  - 작사: Jam9 / 작곡: Jam9, ArmySlick / 편곡: ArmySlick
2. 파라리루라♪(パラリルラ♪) [3:04]
  - 작사: 모리즈키 캬스 / 작곡: 요시다 마사키 / 편곡: 와타나베 토루
3. 신님께 야야야(神様ヤーヤーヤー) [3:19]
  - 작사 · 작곡: TSUKASA / 편곡: 타나베 케이지
4. We are Dreamer (Instrumental)
5. 파라리루라♪ (Instrumental)
6. 신님께 야야야 (Instrumental)

DVD
1. We are Dreamer (뮤직비디오)
2. We are Dreamer (안무 영상)
3. 파라리루라♪ (안무 영상)
4. 신님께 야야야 (안무 영상)

### 자켓 B
CD
1. We are Dreamer
2. 파라리루라♪
3. 신님께 야야야
4. We are Dreamer (Instrumental)

## 타이업
| 곡명           | 사용되는 곳                                      |
| -------------- | ------------------------------------------------ |
| We are Dreamer | 이토요카도 ‘Dancin good day’ TVCM송              |
| 파라리루라♪    | NHK E TV 애니메이션 《하나캇파》 닫는 곡         |
| 신님께 야야야  | TV 도쿄계 애니메이션 《골판지전기 WARS》 닫는 곡 |